# Mánes híd

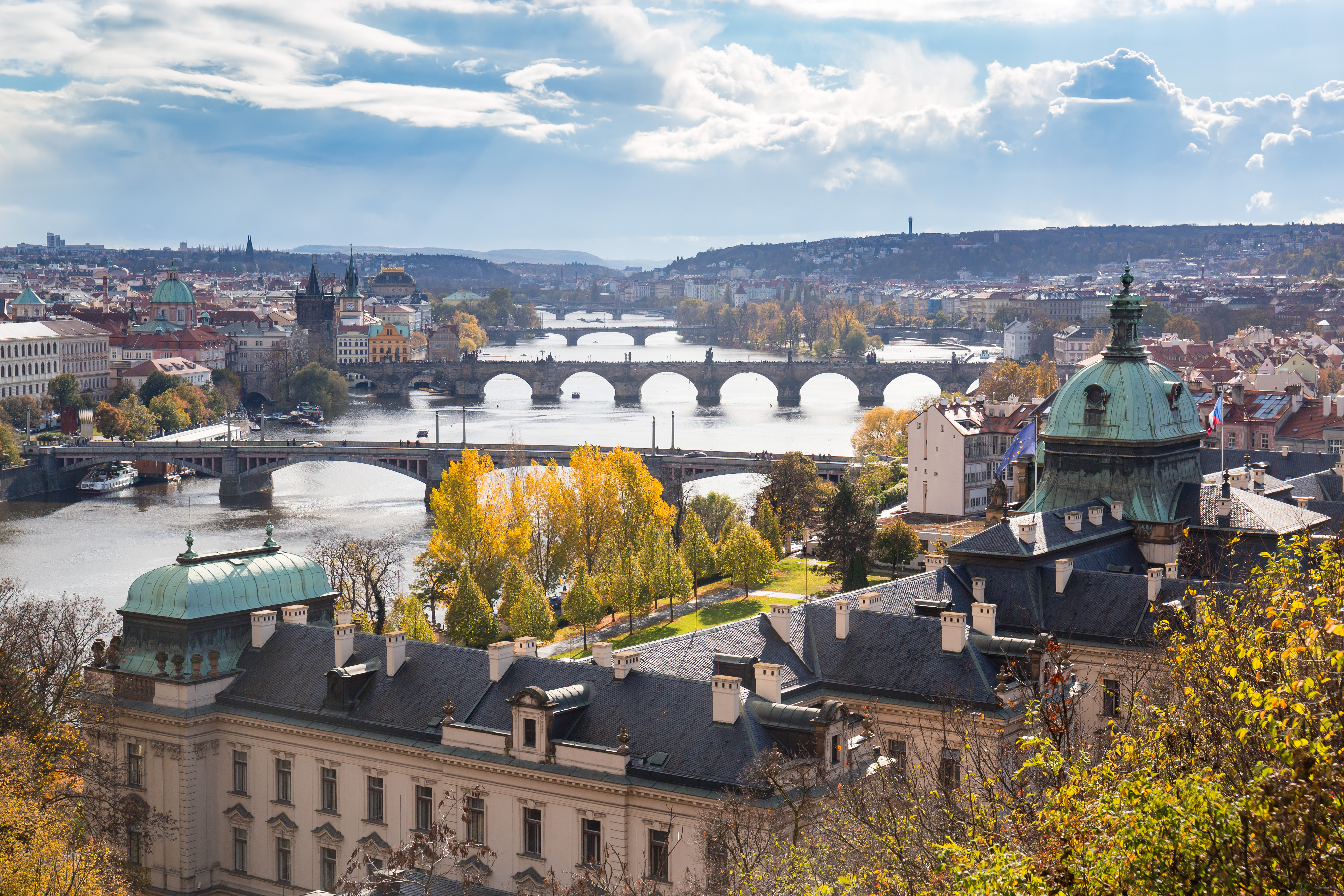
Prága hídjai (és néhány egyéb nevezetesség)

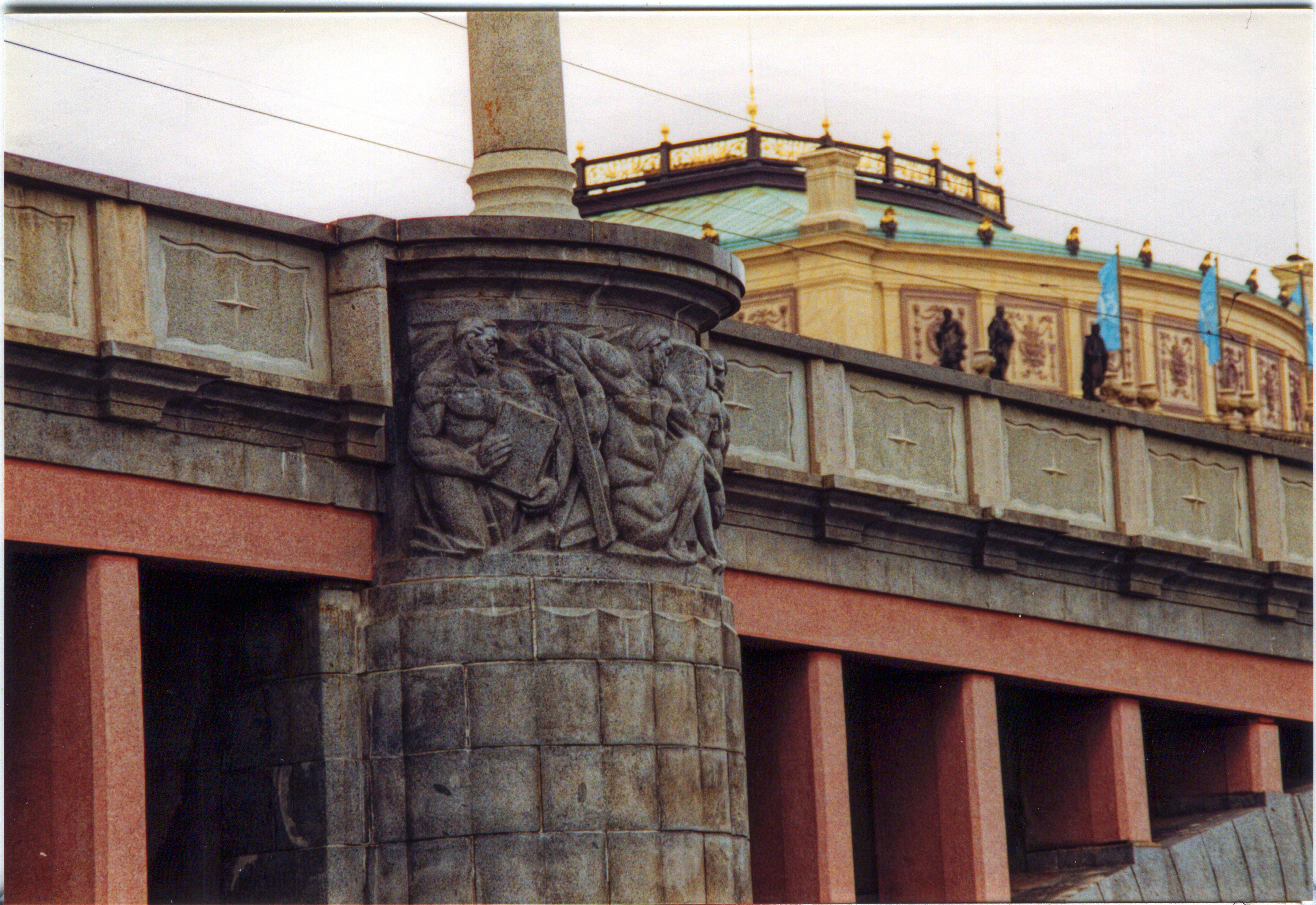
Az egyik hídfő kubista reliefje

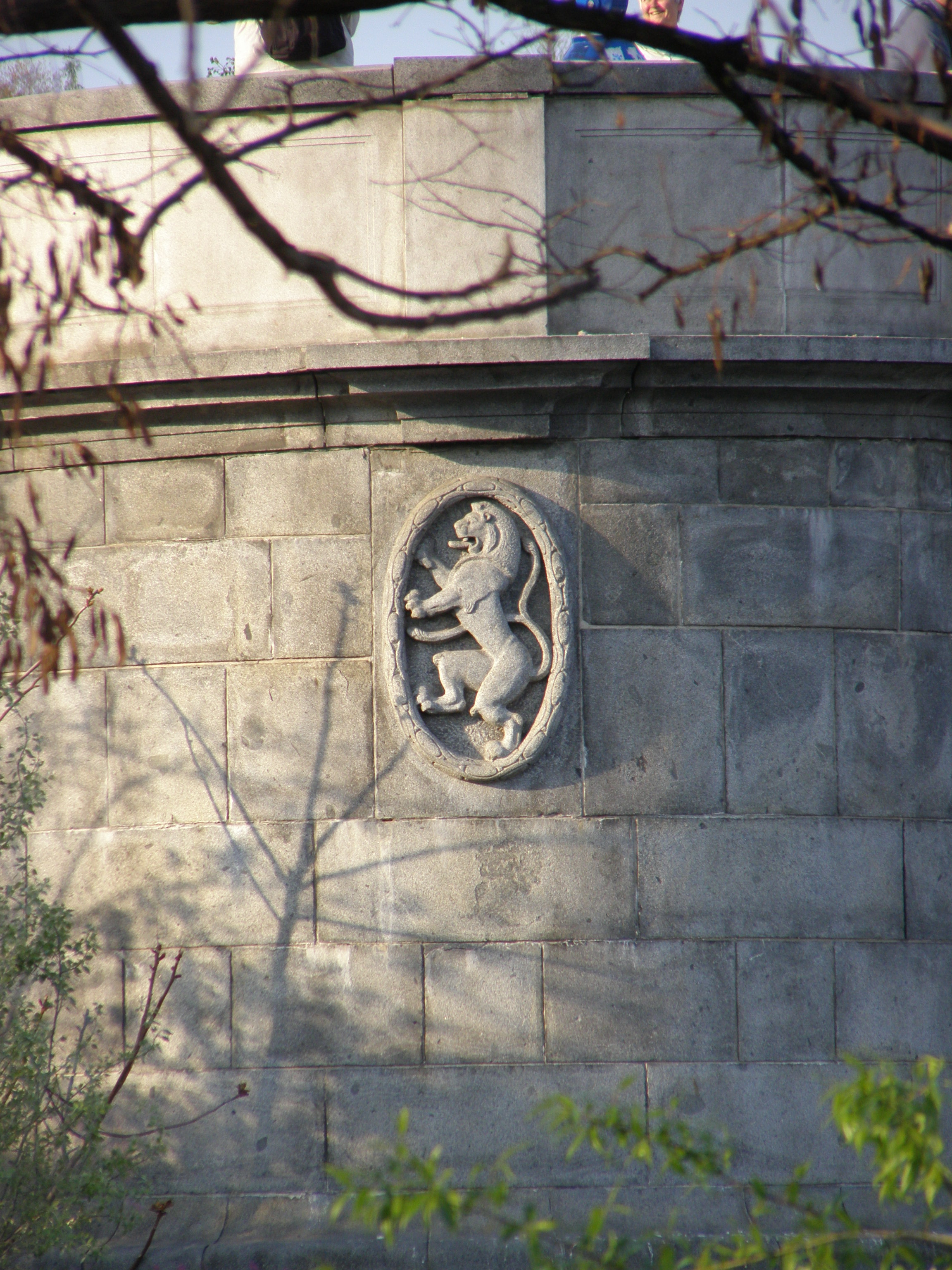
A cseh oroszlán

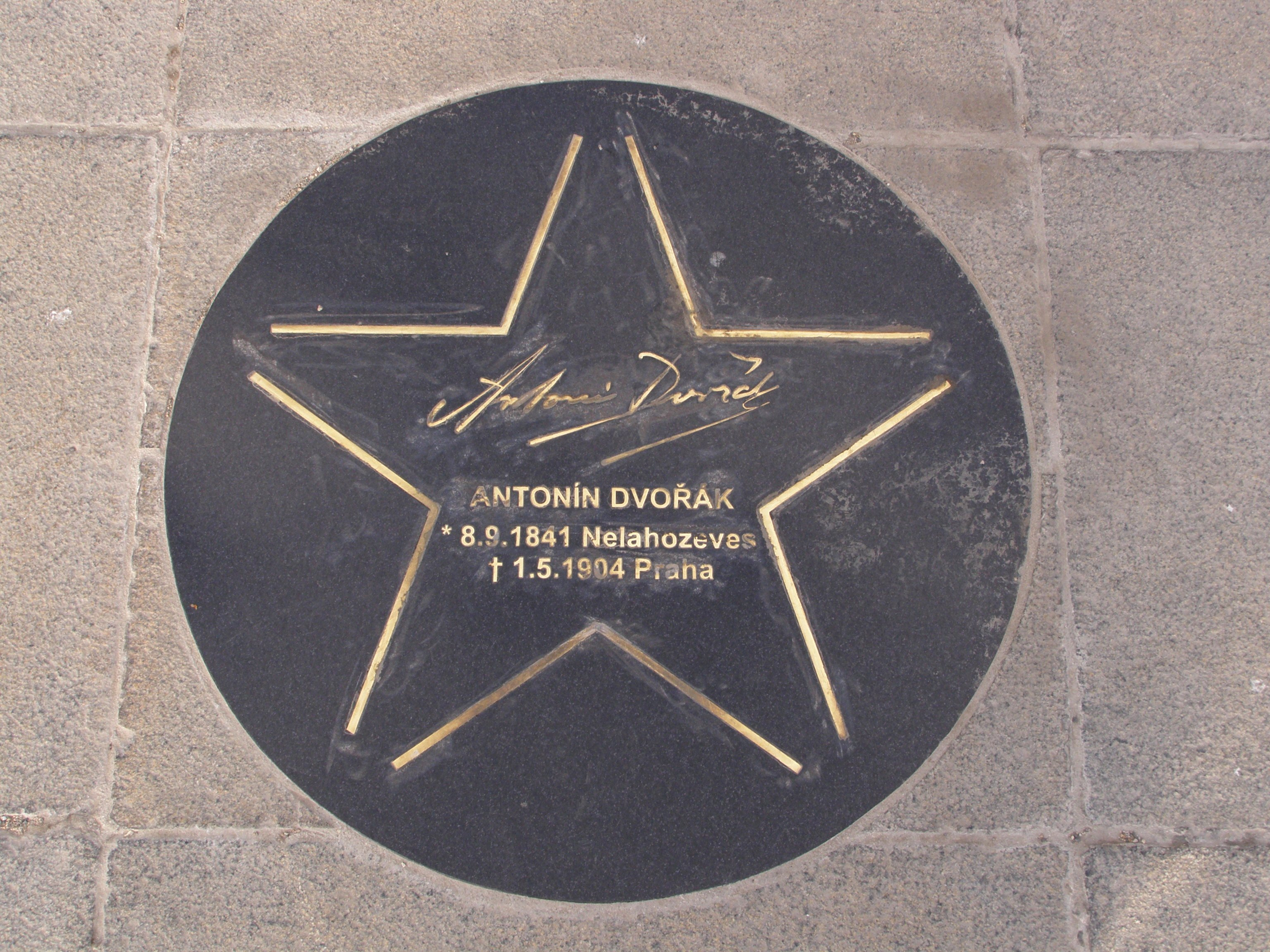
Antonín Dvořák emléktáblája az óvárosi hídfőben

A Mánes híd (Mánesův most) a Moldva folyásirányban tizedik prágai hídja, amely a jobbparti Óvárost (Jan Palach tér, a prágai A metróvonal Staroměstská és Malostranská állomásai között) köti össze a balparti Kisoldal negyeddel (Klárov, a Kisoldal metrómegállóval). A jobb parton a híd folytatása a Kapr utca (Kaprová ulice), amely a Rudolfinum és a Károly Egyetem bölcsészkarának épülettömbje között ér ki a folyóhoz. A villamosok ezen a hídon kelnek át az Óvárosból a Hradzsin felé (Szombathy).
186 m-es hosszával ez Prága második legrövidebb Moldva-hídja.
A 16 m széles hídon kétvágányú villamosvonal halad át a sínek mellett 1-1 autós sávval (csehWiki).

## Építésének története
Helyén korábban az 1868–1869-ben épült keskeny, vasszerkezetes (Szombathy)  Rudolf gyaloghíd (Rudolfova lávka) állt.
A helyén építendő közúti hidat (amit eredetileg a névadót megtartva Rudolf hídnak neveztek volna) hárman tervezték:  František Mencl és Alois Nový hídmérnök, valamint Mečislav Petrů építész. Eleinte "Rudolph-híd" néven írták róla. 1914 februárjában, egy hónappal a tervezett átadás előtt a városi tanács döntött, hogy a trónörökös „főherceg ötvenedik születésnapjának állandó emlékére” inkább a Ferenc Ferdinánd főherceg híd (németül Erzherzog Franz Ferdinand-Brücke) nevet kapja.
Az ekkor még nem teljesen kész híd átadó ünnepséget 1914. március 11-én tartották a város, az állam és az egyház fontos képviselőinek jelenlétében, (mások üdvözlő táviratot küldtek). František Kašpar, az építkezésért felelős alpolgármester beszédében azt hangsúlyozta, milyen szükséges és sürgős volt megépítése a Károly híd terhermentesítése érdekében. Karel Groš polgármester tisztelettel adózott a császárnak és a trónörökösnek, egyúttal köszönetet mondott Lev Skrbenský bíborosnak a felszentelésért, František Thun kormányzóhelyettesnek az „igazságos béke megteremtéséért Csehországban” és mindazoknak, akik hozzájárultak a sikerhez. A kormányzó rövid beszéde után egy kórus elénekelte az osztrák és cseh himnuszt, és a résztvevők közösen átsétáltak a hídon. Ezután megnyitották azt forgalom számára, de teljesen csak 1916-ban készült el. Az első világháború után rövid ideig (lehet, hogy csak nem hivatalosan) ismét Rudolf hídként emlegették. Az immár végleges Mánes híd nevet 1920. április végén kapta.
Az 1960-as években az út eredeti burkolatát és a járda mozaikját aszfaltra cserélték. Ez azonban több problémát okozott, így az 1992–1994-es rekonstrukció során visszabontották.
A bal parti hídfő kiegészítésére már 1923-ban tervbe vettek egy gyalogfeljárót a Straka Akadémiától; az ötletet 2000 után a prágai kerékpáros közlekedés fejlesztését célzó program részeként élesztették újjá. 2008-ban a város uniós támogatást kért a 15 millió CZK-ra becsült tervhez a Versenyképesség programból, de végül ezúttal sem lett belőle semmi (csehWiki).

## Az építmény
Az egész híd betonból, részben már vasbetonból épült (csehWiki).

## Díszítményei
Díszítményei az 1910 után divatos modernizmus stílusát reprezentálják; ezen belül a cseh kubizmus jellemző példái Emanuel Halman szobrász szökőkutai és a vámszedők mára elbontott fülkéi. Az oszlopokat figurális frízek koronázzák meg a moldvai úszók életéből vett jelenetekkel. Az Óváros felőli hídfőben vannak a vízköpős szökőkutak, a kisoldalin pedig a város és az ország jelképei. Josef Mánes festő szobra az óvárosi hídfőben, a Jan Palach tér szélén áll (csehWiki). Az 1951-ben készült szobor Bohumil Kafka munkája (Idegenvezető).

## Fordítás
Ez a szócikk részben vagy egészben  a   Mánesův most című cseh Wikipédia-szócikk ezen változatának fordításán alapul.  Az eredeti cikk szerkesztőit annak laptörténete sorolja fel. Ez a jelzés csupán a megfogalmazás eredetét és a szerzői jogokat jelzi, nem szolgál a cikkben szereplő információk forrásmegjelöléseként.